# Trapa (empresa)
Xocolates Trapa és una empresa espanyola especialista en la fabricació de xocolates des que va ser fundada pels monjos trapencs en 1891. Entre 1992 i 2011, va formar part del grup Nueva Rumasa el propietari va ser l'empresari José María Ruiz-Mateos. Des de 2013 va ser adquirida pel Grup Europraline i va iniciar un nou rumb de la mà d'una família de Palència que va modernitzar la marca i la seva cartera sobre la base de tres pilars: innovació, estil i consciència social i mediambiental.
En l'actualitat, Trapa compta amb 150 treballadors, amb més de 120 distribuïdors a Espanya i amb presència a 50 països (entre els quals es troben Itàlia, Polònia, Països Baixos, Suècia, Hongria, Rússia, Kuwait, Egipte, Israel, Corea i Japó) així com amb una cartera de 290 referències que són el resultat d'una forta inversió en indústria i R+d+i i de la millora en les formulacions que, inspirant-se en l'artesania i el savoir faire, busquen sempre millorar el sabor.
Entre els seus productes destaquen els bombons tallats (que van ser els primers bombons que es van elaborar a Espanya, el 1969), els bomboníssims (amb un gramatge superior al del clàssic bombó belga) o els seus bombons sense sucre. Entre les seves gammes de rajoles destaquen; Collection, 0% sucres afegits, Intens i la seva gamma de tauletes amb estèvia. També TrapaKids i Trapamilk, especialment pensades per als més petits de la casa. Es xocolates Trapa no contenen oli de palma ni gluten i a més estan lliures de greixos hidrogenats i d'àcids grassos trans.